# Igeltjärnen (Rättviks socken, Dalarna, 674633-146703)
Igeltjärnen är en sjö i Rättviks kommun i Dalarna och ingår i Dalälvens huvudavrinningsområde.